# Robert E. Difenderfer
Robert Edward Difenderfer (7 de junio de 1849-25 de abril de 1923) fue un político estadounidense.

## Biografía
Nació en Lewisburg, Pensilvania. Cursó estudios de odontología en escuelas públicas. Difenderfer ejerció esta profesión durante catorce años en Lewisburg y Pottsville. Construyó y operó la primera fábrica de lana en Tianjin, China. Regresó a los Estados Unidos en agosto de 1900, donde se dedicó al comercio mayorista de madera y trabajó como contratista en Jenkintown.
Fue elegido demócrata para los Congresos 62 y 63. Representó al 8.º distrito congresional de Pensilvania que entonces comprendía los condados de Bucks y Montgomery. Sin embargo, no logró ser nominado nuevamente para los períodos de 1914, 1916 y 1918. Fue miembro del comité de Asuntos Exteriores y Pensiones y del comité de Gastos del Ejército. Presentó una investigación ante el comité de la Cámara de Representantes sobre los gastos del Departamento de Guerra de los Estados Unidos, relacionada con el favoritismo gubernamental en la adjudicación de contratos de calzado. En 1912 solicitó al secretario Charles Nagel del Departamento de Comercio y Trabajo de los Estados Unidos que investigara los altos precios del carbón. En 1914, Harry Grim le ganó en la nominación demócrata al Congreso. Difenderfer impugnó el recuento de votos y solicitó un recuento. Fue sucedido por Henry W. Watson. Falleció el 25 de abril de 1923 en su residencia de Filadelfia, Pensilvania y enterrado en el cementerio de Westminster.